# Budiwelnyk Tarnopol
Budiwelnyk Tarnopol (ukr. Футбольний клуб «Будівельник» Тернопіль, Futbolnyj Kłub "Budiwelnyk" Ternopil) – ukraiński klub piłkarski z siedzibą w Tarnopolu. Założony w roku 1959 jako Cukrowyk Tarnopol.

## Historia
Chronologia nazw:
- 1959: Cukrowyk Tarnopol (ukr. «Цукровик» Тернопіль)
- 1959—maj 1972: Awanhard Tarnopol (ukr. «Авангард» Тернопіль)
- maj 1972—1974: Budiwelnyk Tarnopol (ukr. «Будівельник» Тернопіль)

Zespół piłkarski Cukrowyk Tarnopol został założony w 1959 roku. W latach 1959–1974 występował w rozgrywkach piłkarskich ZSRR.

## Sukcesy
- 7. miejsce w Klasa B ZSRR, ukraińska strefa 3:

1962
- 1/8 finału Pucharu ZSRR:

1970

## Trenerzy
- 1959:  Myrosław Turko
- 1959–1960:  Piotr Bogolubow
- 1961:  Mykoła Kotow
- 1962:  Tyberij Popowicz
- 1963–1965:  Witalij Wackewicz
- 1965–1966:  Anatolij Archipow
- 1967:  Ołeh Makarow
- 1968:  Witalij Wackewicz
- 1969:  Wołodymyr Onyśko
- 1970:  Wołodymyr Szczeholkow
- 1971–??.1973:  Łeonid Rodos
- ??.1973–1973:  Bronisław Czuwylin
- 1974: Petro Sawczuk

## Inne
- Nywa Tarnopol